# Droit italien
Le droit italien est le droit de tradition civiliste, de la sous-catégorie des droits napoléoniens, appliqué en Italie.

## Sources du droit italien

### Constitution
L'article XVIII des dispositions transitoires et finales dispose qu'elle est la loi fondamentale de l’État.

### Lois constitutionnelles
La Constitution fut complétée par plusieurs lois constitutionnelles entre 1948 et 2007. Les lois constitutionnelles sont régies par l'article 138 de la Constitution.

### Droit de l'Union européenne
L'article 117 de la Constitution dispose que :

« Le pouvoir législatif est exercé par l'État et les Régions dans le respect de la Constitution, aussi bien que des contraintes découlant de l'ordre juridique communautaire et des obligations internationales. »

— Article 117(1) de la Constitution

### Législation
L'article 117 de la Constitution établit le partage des compétences législatives entre l'État et les régions.

### Législation secondaire
Les lois déléguées sont adoptées par le Gouvernement par une délégation du Parlement.

### Décrets-lois
Les décrets-lois sont des actes adoptés exceptionnellement par le gouvernement et qui doivent être présenté devant le Parlement le même jour et converti en loi dans les soixante jours.

### Coutume
La coutume est divisée en deux types : la coutume secundum legem et la coutume praeter legem. La coutume secundum legem est une coutume qui ajoute au contenu d'une source écrite et qui est incorporée dans une loi. La coutume praeter legem fonctionne indépendamment d'une norme législative la citant.

### Équité
L'équité est une source du droit dans des circonstances exceptionnelles : lorsqu'il n'y a pas de normes préétablies, il est prévu qu'une juridiction peut avoir recours à l'équité, ou lorsque l'équité est utilisé afin d'interpréter la loi et d'en tempérer la rigidité.

## Sources

## Compléments